# Ацетат калію
Ацета́т ка́лію (CH3COOK) — калієва сіль оцтової кислоти. Загальне позначення AcOK, де Ac — ацетильна група.

## Отримання
Може бути отримана при реакції основних сполук калію таких як KOH (їдке калі, гідроксид калію) або карбонат калію — {\displaystyle {\ce {K2CO3}}} з оцтовою кислотою:
{\displaystyle {\ce {2CH_3COOH + K_2CO_3 -> 2CH_3COOK + CO_2 + H_2O}}}
{\displaystyle {\ce {CH_3COOH + KOH -> CH_3COOK + H_2O}}}
Цей тип реакції відомий як реакція нейтралізації. В її процесі утворюється вода і калієва сіль оцтової кислоти — ацетат калію.

### Зберігання та обережність
Рекомендується уникати контакту ацетату калію з джерелами води, тепла, іскор, відкритим вогнем, і з сильними окислюючими середовищами.

## Область застосування
- Ацетат калію може використовуватися як реагент — антиобмерзальний засіб замінює хлориди такі як хлорид кальцію або хлорид магнію. Його перевага полягає в менш агресивному впливі на склад ґрунту і він менш корозійний, що і є причиною його застосування для очищення смуг в аеропортах. Однак, при цьому він і дорожчий.
- Ацетат калію застосовується у складі засобів пожежогасіння класу K (вогнегасник) — за класифікацією засобів пожежогасіння США через його здатність охолоджувати і утворювати кірку над палаючим пальним (основне застосування за класифікацією — гасіння палаючих олій).
- Ацетат калію застосовується при замісної терапії при діабетичному кетоацидозі завдяки його здатності розкладатися на бікарбонати і знижувати рівень кислотності.
- Ацетат калію є харчовою добавкою E261 (консервант).
- Ацетат калію використовується у складі консервувальних розчинів, закріплювачів і для муміфікації. У більшості музеїв світу сьогодні застосовують для цього формальдегідний метод, рекомендований Кайзерлінгом в 1897 році. В процесі також використовується ацетат калію.[2] Наприклад, тіло В. І. Леніна було законсервоване у ванні з розчином, до складу якого входив ацетат калію.[3]